# Peter Hüls
Peter Hüls (* 7. Oktober 1850 in Millingen (Rees); † 27. Dezember 1918 in Münster) war ein deutscher römisch-katholischer Priester und Theologe.

## Leben
Nach dem Abitur am Collegium Augustinianum Gaesdonck, wo Clemens Perger, Adolf Fritzen und Hermann Jakob Dingelstad seine Lehrer waren und Felix von Hartmann sein Konabiturient war, studierte Hüls von 1872 bis 1876 an der Königlichen Theologischen und Philosophischen Akademie in Münster Philosophie und Theologie. Am 16. Juli 1876 wurde Hüls in Regensburg durch den dortigen Bischof zum Priester geweiht. Zunächst war Hüls als Erzieher und Hausgeistlicher des deutschen Botschaftsrates in Konstantinopel, Fürst Hugo von Radolin, tätig. Aus dieser Zeit im Osmanischen Reich rührte Hüls' Wertschätzung für den Kirchenvater Johannes Chrysostomus. Im Jahre 1883 wurde Hüls Kaplan an der Münsterschen Überwasserkirche. Bereits zwei Jahre später wurde er zum Domprediger ernannt. 1889 gründete Hüls mit anderen die Katechetische Monatsschrift und wurde 1901 Schriftleiter des Katholischen Missionsblattes. 1894 wurde Hüls ins Domkapitel von Münster berufen, und 1901 ernannte ihn sein ehemaliger Lehrer und nunmehr Bischof Dingelstad zum Ordinarius der Theologie an der Akademie in Münster, zunächst noch ohne konkrete Zuweisung eines Faches. Nachdem er 1902 an der Universität Tübingen seine Promotion nachgeholt hatte, wurde er 1903 als Nachfolger von Peter Funcke zum Professor für Pastoraltheologie in Münster berufen. 1909 wurde Hüls von Pius X. zum päpstlichen Hausprälaten ernannt und 1917 mit der Leitung des bischöflichen Offizialrates betraut. Hüls starb am 27. Dezember 1918 in Münster und wurde auf dem dortigen Domherrenfriedhof bestattet.

## Wirken
Hüls stand – anders als sein Münsteraner Professorenkollege Franz Hitze – jeder Form des Interkonfessionalismus kritisch gegenüber. Im Streit um moderne Tendenzen in der römisch-katholischen Kirche ergriff Hüls in verschiedenen Artikeln die Partei des konservativen Wiener Theologen Ernst Commer gegen den liberalkatholischen Herman Schell. Zu Hüls’ Schülern zählt Adolf Donders.

## Werke
- Betstunden zur Verehrung des allerheiligsten Sakramentes. Münster 1891, 2. Aufl. 1912
- Das hl. Vaterunser, dem christlichen Volke ausgelegt in dreizehn Vorträgen. Münster 1893, 2. Aufl. 1894, 3. Aufl. 1899
- Gedächtnisrede auf Papst Leo XIII. Münster 1903
- Grundriß der Homiletik. Leitfaden für die Vorlesungen. 2 Teile. Münster 1906/08
- Messliturgik. Leitfaden für die Vorlesungen. Münster 1910
- Katechetik. Leitfaden für die Vorlesungen. Münster 1910
- Liturgik des heiligen Meßopfers. Münster 1915
- Liturgik des kirchlichen Stundengebetes nach dem römischen Breviere. Münster 1917